# Luigi Radice
Luigi „Gigi” Radice (Cesano Maderno, 1935. január 15. – 2018. december 7.) olasz labdarúgóhátvéd, edző.
Az olasz válogatott tagjaként részt vett az 1962-es labdarúgó-világbajnokságon.